# 羊深
羊深（476年—535年），字文渊。太山郡巨平县（今山东省泰安市南）人，北魏末年官员，梁州刺史羊祉次子。

## 生平
羊深年少时学经史，善文章。任司空府記室参軍、轻車将軍、尚書騎兵郎。转任尚书驾部郎中，加右軍将軍。521年（正光二年），魏孝明帝行释奠之礼，羊深講《孝经》，被时論称美。
524年（正光五年），北地郡車金雀率羌族反魏，高平郡乱軍宿勤明達攻打豳州、夏州、北華州。北海王元顥担任都督、行台討伐乱軍，羊深作为其属下的持節、通直散騎常侍、行台左丞、軍司随军征伐。527年（孝昌三年），高平乱軍失敗，羊深回到洛陽。转任尚書左丞，加平東将軍、光禄大夫。蕭宝寅在关中作乱，正平郡薛鳳賢响应叛乱，羊深兼任給事黄門侍郎，討伐叛乱。528年（武泰元年），和長孫稚在潼关会师，蕭宝寅敗走。以功封爵新泰男。担任東道慰勞使、二徐行台。魏孝庄帝即位，羊深担任安東将軍、太府卿，出任二兗行台。
河阴之变，尔朱荣诛杀朝臣，羊深之弟太山郡太守羊侃逃亡南朝梁，请羊深一起同行。羊深哭着斬杀了羊侃的使者，详细向魏孝庄帝報告，上表自劾，请求入朝。回到洛陽后，被剥奪官爵。後来担任撫軍将軍、金紫光禄大夫。
529年（永安二年）元顥入洛陽，羊深他在属下兼黄門郎。元顥敗死，羊深被免官。後任大鴻臚卿。531年（普泰元年），受位散騎常侍、衛将軍、右光禄大夫，監起居注。羊深受魏節閔帝之命，和盧道虔、元晏、元法寿主持東西二省官員，選人補定。羊深兼侍中，節閔帝对他很信任。
魏孝武帝即位，羊深任中書令。受位車騎大将軍、左光禄大夫。534年（永熙三年）六月，兼御史中尉、東道軍司。孝武帝入关中，羊深和樊子鵠占据兗州叛東魏高欢。樊子鵠任命羊深为齐州刺史，在太山郡博县商王村建造堡垒、引入山齐民。535年（天平二年）正月，被東魏軍打敗，在阵中被斬。

## 家庭

### 夫人
- 崔元容，出自清河崔氏，刘宋冠军将军、青冀二州刺史崔烈孙女，尚书左民郎中、高平郡太守崔士懋之女，武定二年太岁甲子正月辛卯朔廿五日乙卯（544年3月4日）在卢乡沥里私人住宅中去世，虚岁六十，同年十一月廿九日（544年12月28日）合葬于羊家旧墓[1]

### 子女
- 羊敩，早亡[2]
- 羊恭，早亡[2]
- 羊肃，长子，司空府长流参军、新泰县开国男[1]
- 羊仲猗，长女，嫁彭城刘氏[1]
- 羊繁猗，次女，嫁顿丘李氏[1]
- 羊繁瑶，三女，嫁钜鹿魏氏[1]
- 羊幼怜，四女[1]

## 延伸阅读
[在维基数据编辑]
 《魏書·卷77》，出自魏收《魏书》